# Étude du Christ
Étude du Christ est un tableau du peintre espagnol Joaquín Sorolla réalisé à l'huile sur toile en 1883,,.
C'est une peinture religieuse, sur fond sombre dans le style baroque de Velázquez, qui représente le Christ en croix la tête inclinée à la droite et le regard vers le ciel. Le tableau est peint à l'huile sur une toile de taffetas avec un châssis et un cadre doré, tous les deux en bois. Ses dimensions sont de 97 × 62 cm.
L’œuvre était documentée dans le catalogue de Bernardino de Pantorba La vie et l’œuvre de Joaquín Sorolla (1953), dans les paragraphes des œuvres destinées à des particuliers ou à des lieux inconnus.
Il a appartenu à un collectionneur privé de Madrid qui l'a acquis lors d'une vente aux enchères en 2006. La signature du tableau était illisible, en incise sur la peinture. Il est daté de 1883 dans sur un côté et dédicacé à celle qui fut sa belle-mère, Clotilde Pons García, épouse d'Antonio García Peris, de qui Sorolla était l'assistant et qui révélait les photos de son studio de photographie.
Les diverses études du Centre d'Art d'Époque Moderne de l'Université de Lleida ont démontré que l’œuvre est originale.
En 2015 le tableau fut de nouveau vendu aux enchères pour 100 000 euros.

## Sources
- « Identifican una obra inedita de Sorolla »
- « Descubren obra de sorolla propiedad de coleccionista privado »
- « Christ de Sorolla à l'Université de Lleida »
- « Estudio de Cristo », sur abalartesubastas
- « Estudio de Cristo »